# Mount Liotard
Mount Liotard ist ein 2225 m (nach britischen Angaben 2100 m) hoher Berg mit einem markanten, eisbedeckten Gipfel im Süden der westantarktischen Adelaide-Insel westlich der Antarktischen Halbinsel. In der Princess Royal Range ragt er auf halbem Weg zwischen Mount Gaudry und Mount Ditte auf.
Entdeckt und vermessen wurde der Berg 1909 bei der Fünften Französischen Antarktisexpedition (1908–1910) unter der Leitung des Polarforschers Jean-Baptiste Charcot. 1948 nahm der Falkland Islands Dependencies Survey (FIDS) eine erneute Vermessung vor. Das UK Antarctic Place-Names Committee benannte den Berg 1955 nach André-Franck Liotard (1905–1982), französischer Mitarbeiter des FIDS von 1947 bis 1948 und Leiter einer französischen Antarktisexpedition (1949–1951) zur Küste des ostantarktischen Adélielands.